# Mef Nilbert
Mef Nilbert är professor i onkologi vid medicinska fakulteten, Lunds universitet. Nilbert innehar även en professur vid Köpenhamns universitet och var från 2013 till 2017 chef för Regionalt cancercentrum syd (RCC Syd) . Nilbert har framför allt forskat kring tumörsjukdomars koppling till risken för återfall hos patienten och särskilt intresserat sig för ärftlig cancer. Hon har även arbetat med riktlinjer för cancervården och bedrivit kunskapsspridning genom populärvetenskapliga presentationer.